# Almásy Pál (katona)
Almásy Pál (Vác, 1902. július 8. – Budapest, 1985. március 17.) altábornagy és gépészmérnök, a második világháború alatti magyar ellenállás tagja, Almásy József testvére.

## Élete
1916-1920 között a soproni honvéd főreáliskola növendéke volt, a Ludovika Akadémia elvégzése után 1924-ben tüzérhadnagy lett. 1929-ig csapatszolgálatot teljesített, közben megszerezte a gépészmérnöki diplomát. 1934-ben századosi rangot kapott. 1939-1944 között a Haditechnikai Intézet lőszeralosztályának vezetője volt. 1942 tavaszán őrnaggyá, majd ősszel alezredessé léptették elő.
Tevékenyen részt vett a Kiss János altábornagy vezette ellenállási mozgalomban, ezért annak leleplezése után, 1944. november 22-én elfogták, majd a Dominich Vilmos által elnökölt nyilas haditörvényszék társaival együtt először halálra ítélte, melyet aztán 15 évi börtönre mérsékeltek. Sopronkőhidán raboskodott, a nyilasok Németországba hurcolták, ahonnan csak 1945 májusában, Berlin eleste után térhetett haza.
Ezt követően a Honvédelmi Minisztérium csoportfőnöke lett, 1945 októberétől vezérőrnagyi, majd 1946 júniusától altábornagyi rangban. 1947-ben a kommunista fordulat után kivált a honvédségből és gépészmérnökként dolgozott.
A koncepciós perek idején az ÁVH a magyar katonai vezérkar sok más tagjával együtt letartóztatta és életfogytiglani börtönbüntetésre ítélte „háborús bűntettek” miatt. 1956 augusztusában szabadult, majd a szabványügyi hivatalban dolgozott haláláig gépészmérnökként.
Sopronkőhidán írt naplóját, még életében, beleegyezésével Simonffy András adta ki.

## Művei
- Tombor Jenő honvédelmi miniszter halála és a HM-ből való távozásom; s.n., Mátraháza, 1976 (szamizdat)
- Sopronkőhidai napló. 1944–1945; szerk., sajtó alá rend. Simonffy András; Magvető, Bp., 1984 (Tények és tanúk)